# 호박전
"호박전"은 한국에서 제작된 유진희 감독의 2005년 애니메이션 영화이다. 김서영 등이 주연으로 출연하였다.

## 출연

### 주연
- 김서영
- 정미숙
- 장광

## 기타
- 각색: 민동현